# Hrabstwo Gonzales
Hrabstwo Gonzales – rolnicze hrabstwo położone w USA, w stanie Teksas. Zostało utworzone w 1836 roku, a jego siedzibą jest miasteczko Gonzales (znane ze zróżnicowanej i historycznej architektury, np. w stylu królowej Anny). Inne miejscowości to: Nixon, Waelder i Smiley. 

## Geografia
Hrabstwo przecinają rzeki Guadalupe i wpadająca do niej San Marcos. Teren jest zróżnicowany, od płaskiego do pagórkowatego, z wysokościami do 122 metrów, choć najwyższy szczyt osiąga 171 metrów. Lasy stanowią ok. 17% powierzchni, z dominacją dębów, wiązów cedrowych i orzeszników. W hrabstwie występuje 75 typów gleb, a klimat jest wilgotny podzwrotnikowy.

### Sąsiednie hrabstwa
- Hrabstwo Guadalupe (zachód)
- Hrabstwo Wilson (południowy zachód)
- Hrabstwo Caldwell (północny zachód)
- Hrabstwo Fayette (północny wschód)
- Hrabstwo DeWitt (południowy wschód)
- Hrabstwo Lavaca (wschód)
- Hrabstwo Karnes (południowy zachód)

## Gospodarka
Gospodarka opiera się na rolnictwie, głównie hodowli drobiu (większość dochodów z rolnictwa) i bydła mięsnego, ale także koni i kóz. Hrabstwo plasuje się w czołówce producentów drobiu w Teksasie (5. miejsce w 2022). Uprawa obejmuje kukurydzę, orzechy pekan, sorgo, a także darń – znaczący producent King Ranch Turfgrass ma tu swoją farmę. Istotne jest również wydobycie ropy naftowej i gazu ziemnego, co stawia hrabstwo wśród ważnych producentów w Teksasie (18. miejsce dla ropy, 47. dla gazu) i w czołówce krajowej (80. miejsce ogółem).
Sektor produkcyjny (przemysł wytwórczy) jest największym pojedynczym sektorem zatrudnienia w Hrabstwie Gonzales, odpowiadając za 17,1% siły roboczej. Dominuje tu przetwórstwo rolno-spożywcze (m.in. zakłady Tyson i Holmes Foods dla drobiu, Cal-Maine Foods dla jaj, Adams Extract & Spice dla przypraw i Kitchen Pride Mushroom Farm dla grzybów), a także produkcja chemiczna (BYK Industries) i rafinacja ropy naftowej (Blue Dolphin Energy Company).

## Demografia

Piramida wieku hrabstwa

Według danych pięcioletnich z 2023 roku, mieszkańcy deklarują głównie pochodzenie meksykańskie (47%), mieszane (19,7%), niemieckie (13,9%) afroamerykańskie (6,3%), angielskie (6%), irlandzkie (5,1%) i amerykańskie (3,6%).

## Religia

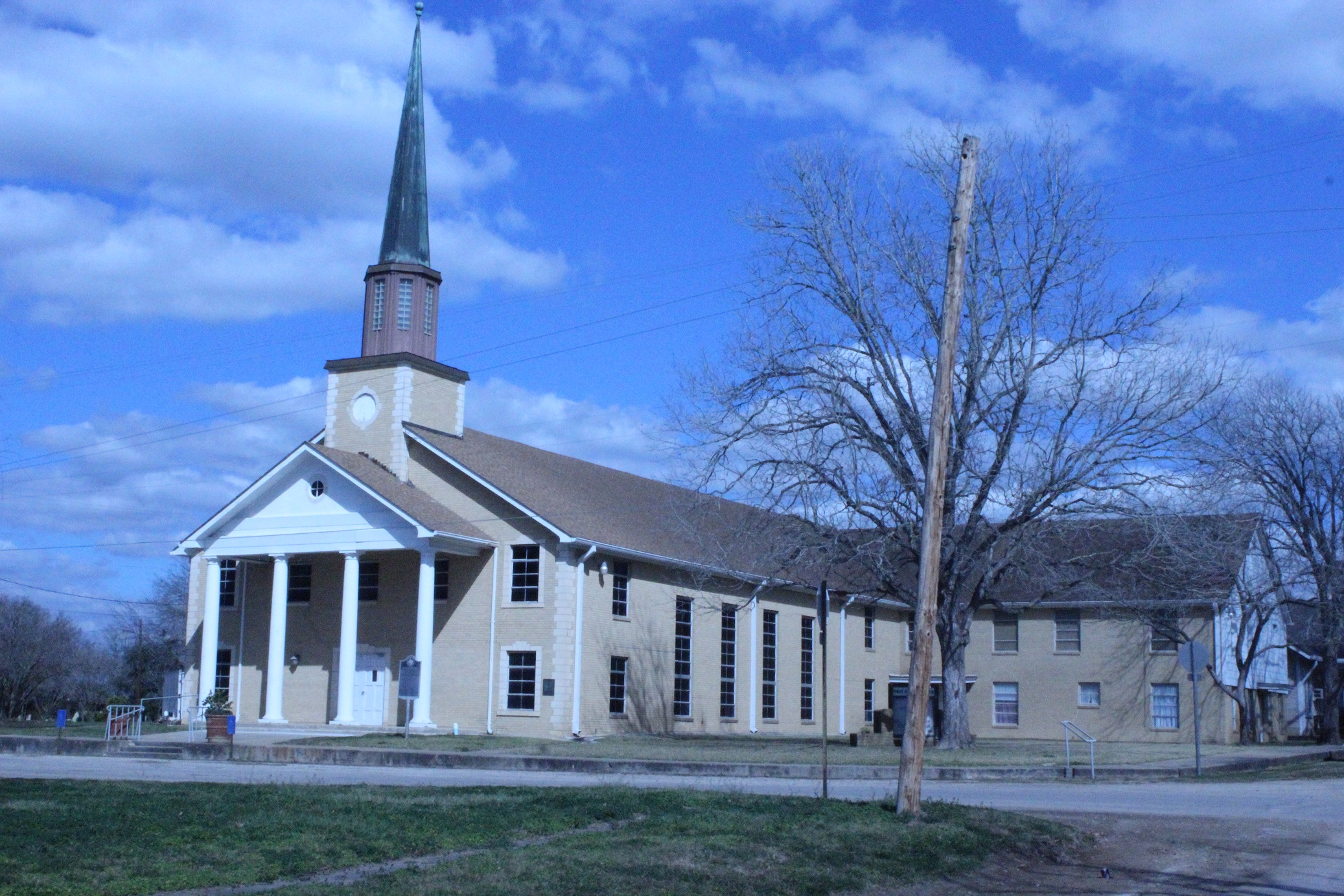
Pierwszy Kościół Baptystów w Nixon

Według danych z 2020 roku, krajobraz religijny hrabstwa jest mniej więcej po równo podzielony między katolików (40,6%) i protestantów (ok. 40%). Wśród największych ugrupowań protestanckich znaleźli się: baptyści (23,7%), metodyści (8,8%) i ewangelikalni bezdenominacyjni (5,2%). Wśród innych ugrupowań wyróżniają się świadkowie Jehowy (1,3%).